# 山家悠平
山家 悠平（やんべ ゆうへい、1976年 - ）は、日本の歴史学者。専門は近代女性史研究。

## 人物・来歴
1976年、兵庫県生まれ、東京都国立市出身。経済学者の山家悠紀夫を父とする。
京都大学大学院人間・環境学研究科博士後期課程修了。その後、2013年に「「解放」と「労働」の境界で：1920-30年代の新聞記事にみる遊廓のなかの女性たちの抵抗と日常」にて博士（人間・環境学）の学位を取得（京都大学）。
大手前大学学習支援センター非常勤スタッフ、京都精華大学ユニオンSocoSoco貸本カフェ管理人などを経て、京都大学大学院人間・環境学研究科、人文学連携研究者。
また2022年9月には、青波杏の名義で執筆した小説「揚花の歌」にて「第35回小説すばる新人賞」（集英社主催）を受賞した。

## 著書
- 『遊廓のストライキ: 女性たちの二十世紀・序説』（共和国、2015年）。なお、初版（ISBN 978-4-907986-06-3）と、新装版（ISBN 978-4-907986-16-2）があるが、装幀の異同であり、内容に変わりはない。
- 『生き延びるための女性史：遊廓に響く〈声〉をたどって』青土社、2023年。ISBN 978-4-7917-7576-7
- （青波杏）『揚花の歌』集英社、2023年。ISBN 978-4-08-771829-4

これまでの女性史研究が、廃娼運動を「遊郭」の外の運動として描いてきたのに対して、山家は遊郭で働く女性を、労働し生活する「生きた女性」として描くという画期的な歴史記述を行っている。また『佐賀新聞』『芸備日日新聞』などの日本各地の地方紙から記事が集められており、労苦が費やされた研究書となっている。